# Janari Jõesaar
Janari Jõesaar (Tartu, 8 dicembre 1993) è un cestista estone.

## Carriera
Con l'Estonia ha disputato i Campionati europei del 2022.

## Palmarès
- Campionato estone: 2

Kalev/Cramo: 2017-18, 2020-21
- Coppa di Estonia: 1

Kalev/Cramo: 2020
- Lega Lettone-Estone: 1

Kalev/Cramo: 2020-21